# لهماسيس (أولاد سليمان)
لهماسيس هو دُوَّار يقع بجماعة اكتيتر، إقليم تاوريرت، جهة الشرق في المملكة المغربية. ينتمي الدوّار لمشيخة أولاد سليمان التي تضم 5 دواوير. يقدر عدد سكانه بـ 229 نسمة حسب الإحصاء الرسمي للسكان والسكنى لسنة 2004.

## روابط خارجية
- البوابة الوطنية للجماعات الترابية نسخة محفوظة 12 مارس 2018 على موقع واي باك مشين.
- المندوبية السامية للتخطيط